# Джигинский сельский округ
Джигинский сельский округ — административно-территориальная единица в составе Анапского района Краснодарского края. В рамках муниципального устройства относится к муниципальному образованию город-курорт Анапа.
Административный центр — село Джигинка.

## Население
| 2002 | 2010  | 2017  |
| ---- | ----- | ----- |
| 4612 | ↗4892 | ↗5438 |

## Населённые пункты
В состав сельского округа входят 2 населённых пункта
| № | Населённый пункт | Тип населённого пункта | Население |
| - | ---------------- | ---------------------- | --------- |
| 1 | Джигинка         | село                   | ↗5516     |
| 2 | Уташ             | хутор                  | ↘531      |